# Emil Roósz
Emil Roósz (* 31. Juli 1897 in Budapest; † 1945 ebenda) war ein deutsch-ungarischer Violinist und Kapellenleiter.

## Leben
Roósz besuchte die Musikschule in Budapest. Seit 1927 leitete er ein Salon-Ensemble in Quartettbesetzung, mit dem er Kammermusik spielte. Seit 1928 trat er in Berlin auf. Ab 1930 übernahm er die zehn Mann starke „Künstler-Kapelle“ im renommierten Berliner Hotel Adlon, wo vor ihm bereits Sami Stern und dann Marek Weber mit ihren Orchestern gastiert hatten. Danach wurde er in die Berliner Hotels Excelsior, Kaiserhof und Bristol (ab 1936) als Leiter der dortigen Hauskapellen engagiert.
Er machte zahlreiche Aufnahmen bei der Schallplattenfirma „Deutsche Crystalate Gesellschaft m.b.H.“  in Berlin auf deren Label „Kristall“, später „Imperial“.
Ebenso wirkte er bei Unterhaltungs- und Tanzabenden am Berliner Rundfunk mit. Seine Konzerte wurden live aus der Hotelhalle übertragen.
Sein Repertoire war breit gestreut und reichte von Kammer- und Salonmusik über Opern- und Operettenpotpourris bis zu eleganten Tanzrhythmen und modernen Schlagern. Als Refrainsänger hörte man bei ihm den Operettentenor Kurt Mühlhardt (als „Kurt Hardt“), den Jazzpianisten und Crooner Austin Egen und den in den 1930er Jahren ubiquitären „deutschen Rundfunk-Tenor“ Erwin Hartung, dazu das Abel-Quartett.
Im Zweiten Weltkrieg bekam Roósz Schwierigkeiten mit der zentralen Stellenvermittlung der Reichsmusikkammer, die ihm mit der Auflösung des Ensembles drohte. Schallplatten durfte das Orchester jedoch weiter aufnehmen. Emil Roosz wurde 1945 in Budapest unter nicht eindeutig geklärten Umständen ermordet. Einer der Auslöser für dieses Schicksal soll Roósz’ Karriere in Deutschland gewesen sein.

## Tondokumente
- Salonmusik:
  - Moosröschen (Rose mousse) Characterstück (A. Bosc), Emil Roósz und sein Orchester. Kristall 1269 (C 2387)
  - Serenade “Der Engel Lied” (G. Braga), Emil Roósz und sein Orchester. Kristall 1269 (C 2393)
  - Frühlingslied von Mendelssohn-Bartholdy, Emil Roósz und sein Orchester. Kristall 1116 (C 6587.2)

- Operettenmusik:
  - L’auberge du cheval blanc (= Im weißen Rößel am Wolfgangsee, Marschlied) (Benatzky). Cristal 5441 (C 1674)
  - Pour être un jour aimé de toi (= Es muß was Wunderbares sein, Lied u.Tango) (Benatzky). Cristal 5441 (C 1675), beide aus der Revue-Operette „Im Weißen Rössel“ (Benatzky et al.)  Emile Roosz et son orchestre. Fabriqué en Allemagne – Exportplatte für Frankreich.
  - Potpourri aus der Operette „Blume von Hawaii“, 1. Teil. Kristall 3241 (C 1708), 2. Teil (Paul Abraham) Kristall 3241(C 1710). Gesang: Kurt Mühlhardt und das Abel-Quartett.
  - Tango Marina (Schmidseder-Schwenn) aus der Operette „Melodie der Nacht“. Emil Roósz und sein Orchester. Imperial 17 215 (mx. K-C 27 304 ²)
  - Was ein Zigeuner spielt. Tango (Schmidseder-Schwenn) aus der Operette „Melodie der Nacht“. Emil Roósz und sein Orchester. Imperial 17 215 (mx. K-C 27 305) – Berlin, Anfang 1938
- Tanz- und Schlagermusik
  - Das Beste vom Besten. Schlager-Potpourri (Dostal) I und II. Emil Roósz und sein Orchester v. Hotel Adlon, Berlin. Gesang: Kurt Mühlhardt u. Abel-Quartett. Kristall 3242 (mx. C 1720 & C 1721) – Berlin, Anfang 1932
  - Liebe war es nie (Blonde Natascha), Tango (Markusch, Text: Rotter). Emil Roósz und sein Tanzorchester v. Hotel Adlon, Berlin mit Gesang [Austin Egen]. Imperial No. 50 011 (C 1769,1) – Berlin 1931.   3:10
  - Kleine Möwe flieg nach Helgoland. Langsamer Foxtrot (Cowler-Balz). Emil Roósz und sein Orchester. Gesang: Eric Helgar. Kristall 3450 (C 6576) – Berlin 1934.
- Wiederveröffentlichungen
  - Die bei Duophon Records (Fa. Alfred Wagner) erschienene CD „Tanztee im Adlon“ Ein Hotel und seine Kapellen (1928–1938), welche „musikalisch die zehn Jahre 1928 bis 1938 dokumentiert, als das Etablissement zu einem der führenden in Europa aufstieg“, enthält von Emil Roósz drei Tracks (# 16, 17 und 18).
  - Die CD “Musik aus Berliner Caféhäusern und Tanzpalästen: Originalaufnahmen 1930 bis 1943.” Program notes in German. Erftstadt: Jube, 2000, enthält: Vision. Tango (Jos. Rixner) Emil Roosz and his orchestra